# Eupithecia segregata
Eupithecia segregata är en fjärilsart som beskrevs av Richard F. Pearsall. Eupithecia segregata ingår i släktet Eupithecia och familjen mätare. Inga underarter finns listade i Catalogue of Life.